# Cuarteto Alban Berg
El Cuarteto Alban Berg fue un cuarteto musical de cuerda fundado en Viena, Austria, en 1970. Estuvo activo con distintos componentes hasta 2008, cuando la formación se disolvió.

## Miembros
| Periodo   | 1r. violín     | 2o. violín     | Viola            | Violonchelo    |
| --------- | -------------- | -------------- | ---------------- | -------------- |
| 1971–1978 | Günter Pichler | Klaus Maetzl   | Hatto Beyerle    | Valentin Erben |
| 1978–1981 | Günter Pichler | Gerhard Schulz | Hatto Beyerle    | Valentin Erben |
| 1981–2005 | Günter Pichler | Gerhard Schulz | Thomas Kakuska   | Valentin Erben |
| 2005–2008 | Günter Pichler | Gerhard Schulz | Isabel Charisius | Valentin Erben |

## Principios
El Cuarteto Alban Berg fue fundado en 1970 por cuatro profesores jóvenes de la Academia de Música de Viena e hizo su debut en el Konzerthaus de Viena en otoño 1971. La viuda del compositor Alban Berg, Helene, escuchó un primer concierto privado después del cual dio su consentimiento al cuarteto para utilizar el nombre de su marido.

## Carrera
El repertorio del Cuarteto estuvo centrado en los clásicos vieneses, pero con un énfasis importante en el siglo XX. El objetivo declarado del cuarteto era incluir al menos un trabajo moderno en cada concierto. Su repertorio abarca el Clasicismo Temprano, el Romanticismo, la Segunda Escuela de Viena (Berg, Schoenberg, Webern), Bartók y acoge muchos compositores contemporáneos. Esto se vio reflejado en declaraciones personales de compositores como Witold Lutosławski y Luciano Berio, que dijo: "Personalmente estoy en deuda con el Cuarteto Alban Berg por un acontecimiento inolvidable. El último año en Viena, tocaron mi cuarteto de una manera que nunca probablemente podrá ser igualada."
Siguiendo una invitación de Walter Levin (Cuarteto LaSalle) el Cuarteto Alban Berg permaneció casi un año en los EE. UU. El foco de sus actividades en Europa eran los ciclos de conciertos anuales en la Konzerthaus de Viena, en la sala Queen Elizabeth de Londres, el Alte Oper de Frankfort, el Teatro de los Campos Elíseos en París, el Philharmonic Hall en Colonia, la Ópera de Zúrich, así como conciertos regulares en salas más importantes alrededor del mundo (entre ellas La Scala, Concertgebow de Ámsterdam, Filarmónica de Berlín, Carnegie Hall, Teatro Colón, Suntory Hall, etc.) y los más importantes festivales como el Berliner Festwochen, el Festival de Edimburgo, IRCAM en el Centro Pompidou, el Maggio Musicale Fiorentino, y el Salzburg Festival. El Cuarteto Alban Berg fue miembro Honorario de la Wiener Konzerthaus y Artista Asociado del Royal Festival Hall de Londres.

## Discografía
Los discos eran una parte importante del trabajo del Cuarteto Alban Berg. Entre los registros más famosos están los cuartetos de cuerda completos de Beethoven (EMI, el cual ha vendido más de un millón de copias), Brahms (Teldec y EMI), el Haydn tardío (EMI), el Mozart tardío (Teldec y EMI) y el Schubert tardío (EMI). Pero su repertorio en disco se extendió más allá a Mendelssohn, Schumann, Janácek, Stravinsky, Berg, Webern, Bartók, von Einem, Lutosławski, Rihm, Berio, Haubenstock-Ramati, Schnittke y más allá. Muchos del últimos compositores contemporáneos escribieron trabajos especialmente dedicados al Cuarteto Alban Berg. Después de que EMI publicó un registro en vivo, en 1985, de su debut en el Carnegie Hall, el cuarteto prefirió hacer registros en vivo en los últimos 20 años de su existencia. Entre ellos un nuevo ciclo de los Cuartetos de Cuerda de Beethoven grabados en vivo en el Konzerthaus durante el Festival de Viena, en 1989 y publicados en CD, vídeo, y DVD. El Cuarteto Alban Berg tocó música de cámara grabando con algunos de los mejores solistas de su tiempo, incluyendo los quintetos de piano de Robert Schumann (con Philippe Entremont), Schubert, Brahms (con Elisabeth Leonskaja) y Dvoràk (con Rudolf Buchbinder), el quinteto de cuerda de Schubert (con Heinrich Schiff), el quinteto de clarinete de Brahms (con Sabine Meyer), los cuartetos de piano de Mozart y el quinteto de piano KV 414 (con Alfred Brendel). Por sus grabaciones, el Cuarteto Alban Berg recibió más de 30 premios internacionales, entre ellos el Grand Prix du Disque, el Deutscher Schallplattenpreis, el Japanese Grand Prix, el Edison Award, y el Premio de Gramófono. En directo el Cuarteto Alban Berg colaboró también regularmente con Maurizio Pollini, András Schiff, y Tabea Zimmermann.

## Estrenos mundiales
Entre los compositores que escribieron cuartetos de cuerda para el Cuarteto Alban Berg figuran, por orden cronológico a, Fritz Leitermeyer, Erich Urbanner (Cuartetos n.º 1 y 4), Romano Haubenstock-Ramati (Cuartetos n.º 1 y 2), Gottfried von Einem (Cuarteto n.º 1), Wolfgang Rihm (Cuarteto n.º 4 y "Réquiem para Thomas"), Alfred Schnittke (Cuarteto n.º 4), Zbigniew Bargielski ("Les temps ardente"), Luciano Berio ("Notturno"), y Kurt Schwertsik ("Adieu Satie").

## Enseñanza
De 1993 hasta 2012 los miembros del Cuarteto Alban Berg fueron profesores residentes en la Universidad de Música y Danza de Colonia en sucesión del Cuarteto Amadeus. Algunos de los cuartetos que estudiaron con el Cuarteto Alban Berg incluyen el Cuarteto Casals, el Schumann Quartett, el Cuarteto de Ámbar (China), el Cuarteto Fauré, el Cuarteto Aron, el Cuarteto Amaryllis, el Cuarteto Belcea y el Cuarteto Artemis.

## Retirada
En 2005, Thomas Kakuska murió de cáncer. De acuerdo con su deseo, le sustituyó su alumna Isabel Charisius; pero el chelista Valentin Erben afirmó: "había una gran ruptura en nuestros corazones", y el cuarteto se disolvió en 2008. El concierto in memoriam de Thomas Kakuska en la Großer Saal de la Konzerthaus de Viena congregó a numerosas personalidades de la música clásica; entre otros Angelika Kirchschlager, Elisabeth Leonskaja, Erwin Arditti, Magdalena Kožená, Thomas Quasthoff, Helmut Deutsch, Alois Posch, Heinrich Schiff y Simon Rattle; la orquesta fue dirigida por Claudio Abbado. Después de una gira de despedida por todo el mundo, en julio de 2008, el Cuarteto Alban Berg se disolvió.

## Películas y literatura
- DADO ZEIT Klassik-Edición v.16 | Alban Berg Quartett. Die Zeit, Hamburgo 2006, ISBN 3-47602216-1.
- Dieter Rexroth, Rainer Wilker (Editores): Ludwig van Beethoven. Los Cuartetos de Cuerda. Cuarteto Alban Berg. Alter Oper, Fráncfort, Cologne Philharmonic, y Berliner Festspiele, 1987.
- Franz Schubert: La muerte y la doncella (con Dietrich Fischer-Dieskau), dirigido por Bruno Monsaingeon (EMI)
- "El Cuarteto Alban Berg en San Petersburgo, 1991" Unitel Classica